# Soilwork
I Soilwork sono una band melodic death metal svedese di Helsingborg.  Sono attualmente sotto contratto con la Nuclear Blast.
Formatasi nel tardo 1995 per volere di Björn "Speed" Strid e Peter Wichers, inizialmente denominata Inferior Breed, la band cambiò nome verso la fine del 1996 in Soilwork per definire meglio il proprio stile. Il loro sound è una fusione di elementi Melodic death metal con influenze dal metal europeo.
Comunque, nei loro album più recenti, i Soilwork hanno introdotto anche elementi da altri generi ed adottato un sound più melodico. I loro ultimi album hanno un maggior numero di parti cantate e melodie più leggere dei loro primi lavori, insieme ad una produzione più tecnica e curata.

## Storia del gruppo

### Primi anni

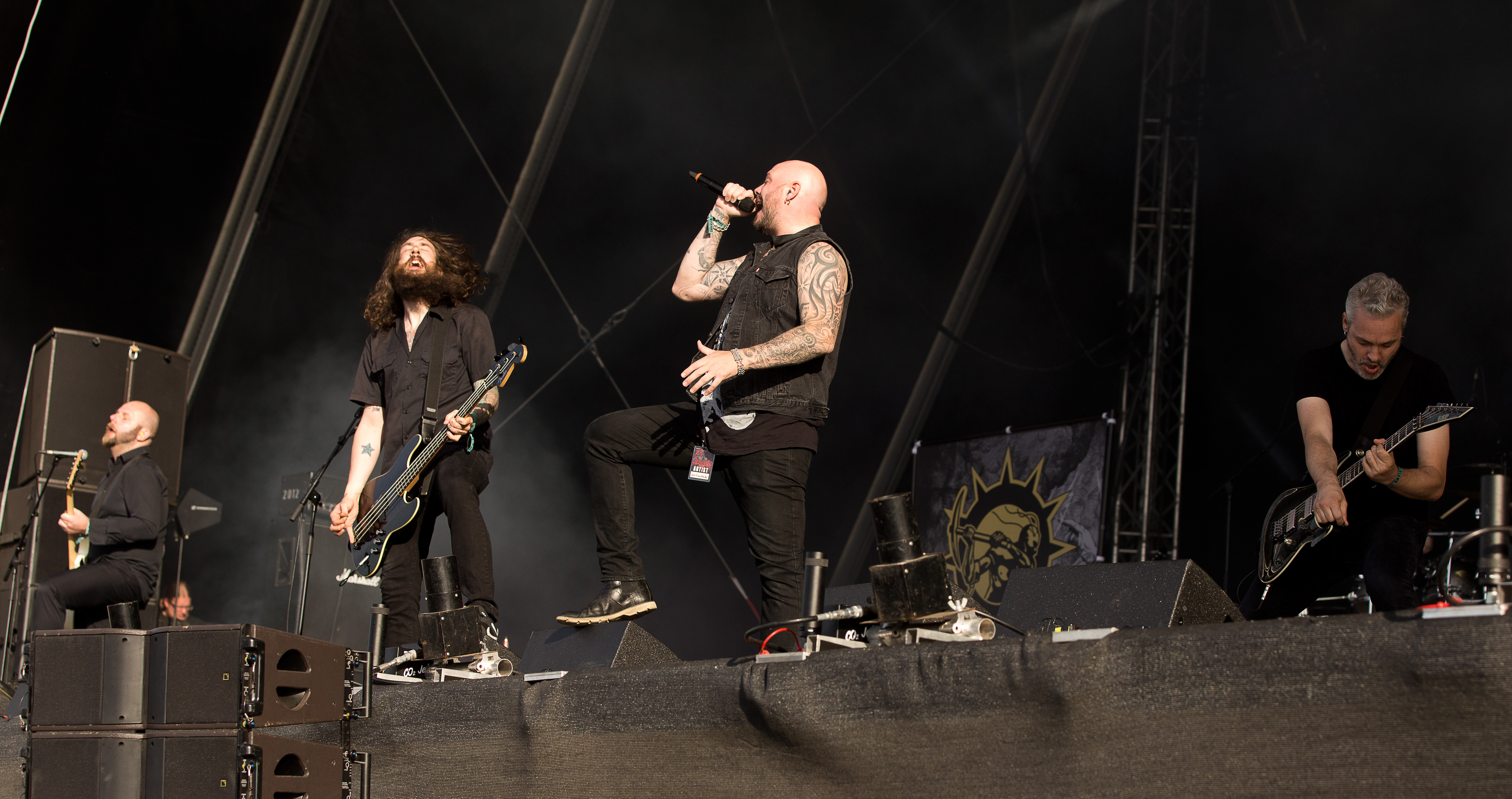
I Soilwork al Rockharz Open Air 2016. Da sinistra verso destra: David Andersson, Markus Wibom, Björn "Speed" Strid e Sylvain Coudret

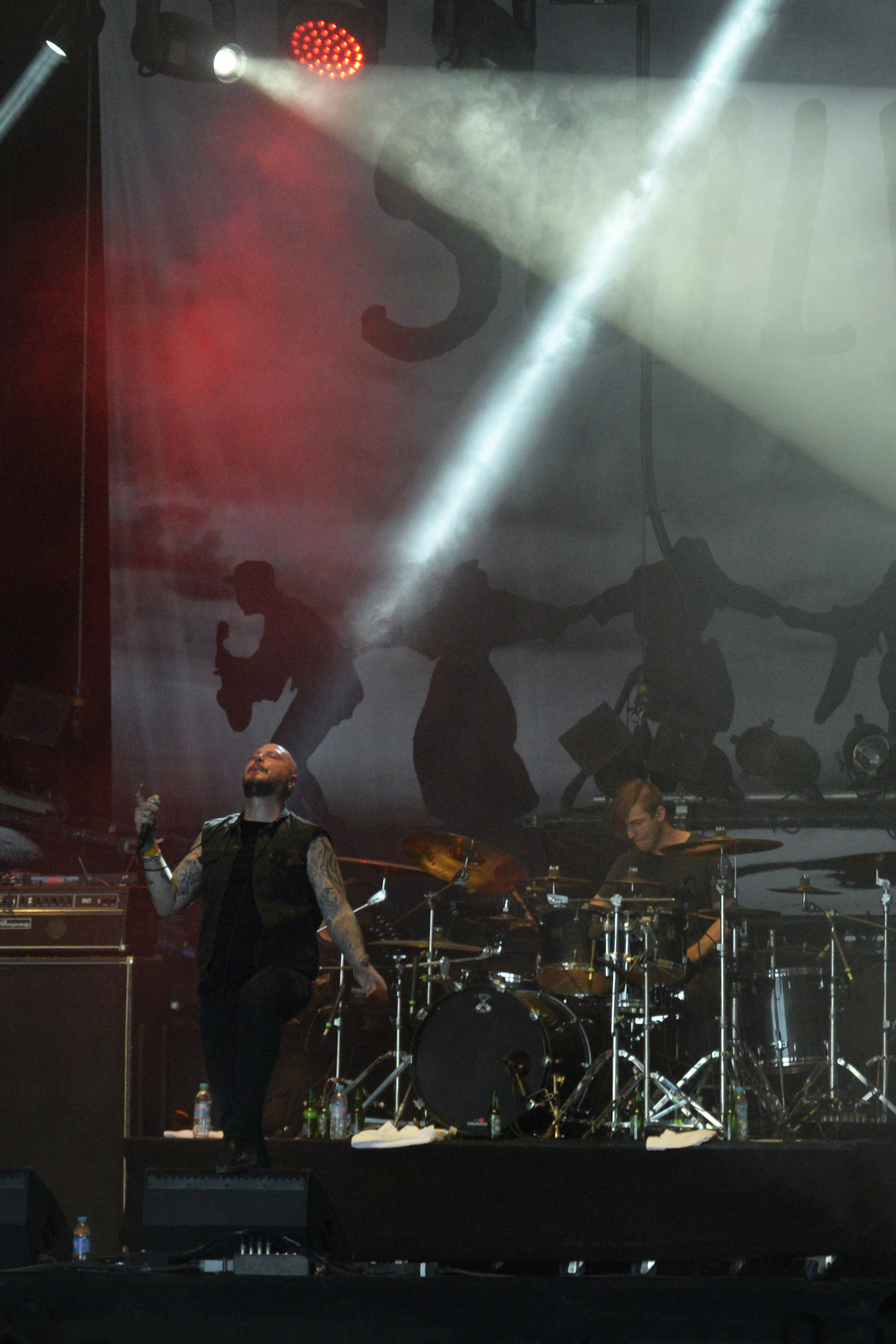
Bjorn Strid e Bastian Thusgaard

Si formarono nel tardo 1995, originariamente col nome di Inferior Breed. Il loro sound, come spiegato da Björn "Speed" Strid, cantante del gruppo, fu influenzato da gruppi metal come Pantera, Meshuggah e Carcass. Dopo aver cambiato il loro nome nel tardo 1996 in Soilwork, iniziarono a produrre musica più melodica.
I Soilwork cominciarono a lavorare su un demo intitolato: In Dreams We Fall into the Eternal Lake. Prima che le registrazioni prendessero luogo, il bassista Carl-Gustav Döös lasciò il gruppo, lasciando il chitarrista Peter Wichers a suonare le parti del basso per il demo. In seguito, i Soilwork incontrarono Michael Amott, chitarrista degli Arch Enemy, che possedeva uno studio di registrazione ad Helsingborg, e fornì loro di una copia del loro demo. Questo alla fine permise che la band firmasse con la Listenable Records.
Nel 1998, i Soilwork ingaggiarono alle tastiere Carlos Holmberg ed al basso Ola Flink. La band registrò e pubblicò il suo album di debutto, Steelbath Suicide, nel maggio di quell'anno. Poco dopo, il chitarrista Ludvig Svartz ed il batterista Jimmy Persson lasciarono il gruppo, e furono rimpiazzati il primo da uno zio di Peter Wichers, Ola Frenning, ed il secondo da Henry Ranta. La band fece un tour in Europa insieme a band quali Darkane, Naglfar e Krisiun.
Nel 2000, i Soilwork registrarono il loro secondo album, The Chainheart Machine, tutt'oggi considerato dai fan di vecchia data l'album migliore della band. Il successo ottenuto con questo album fu premiato dal contratto firmato con la Nuclear Blast, permettendo alla band di andare in tour con gruppi metal come Defleshed e Cannibal Corpse ed in seguito con la band melodeath metal Dark Tranquillity.

### A Predator's Portrait e Natural Born Chaos
Nel 2000, dopo una faticosa fase in tour, i Soilwork tornarono in studio per registrare il loro terzo album, A Predator's Portrait: la produzione fu ben accolta e portò i Soilwork sul fronte della scena melodic death metal, accanto ai compagni di etichetta In Flames. La band suonò al Wacken Open Air Festival in quell'anno, ed andò in tour insieme ad Annihilator e Nevermore.
Proseguendo nel loro successo, i Soilwork entrarono nuovamente in studio nel tardo 2001 per registrare il successore di A Predator's Portrait con Devin Townsend (Strapping Young Lad, Bleeding Through) and Fredrik Nordstrom. Ne venne fuori Natural Born Chaos, pubblicato agli inizi del 2002, anch'esso parecchio ben accolto. I Soilwork fecero un tour in Europa per far apprezzare il più possibile il nuovo lavoro e, per la prima volta, giunsero negli Stati Uniti, prima con le band Hypocrisy, Scar Culture e Killswitch Engage durante l'estate, in seguito insieme agli In Flames. Dopo il tour, cominciarono a scrivere e registrare il loro quinto album.

### Figure Number Five

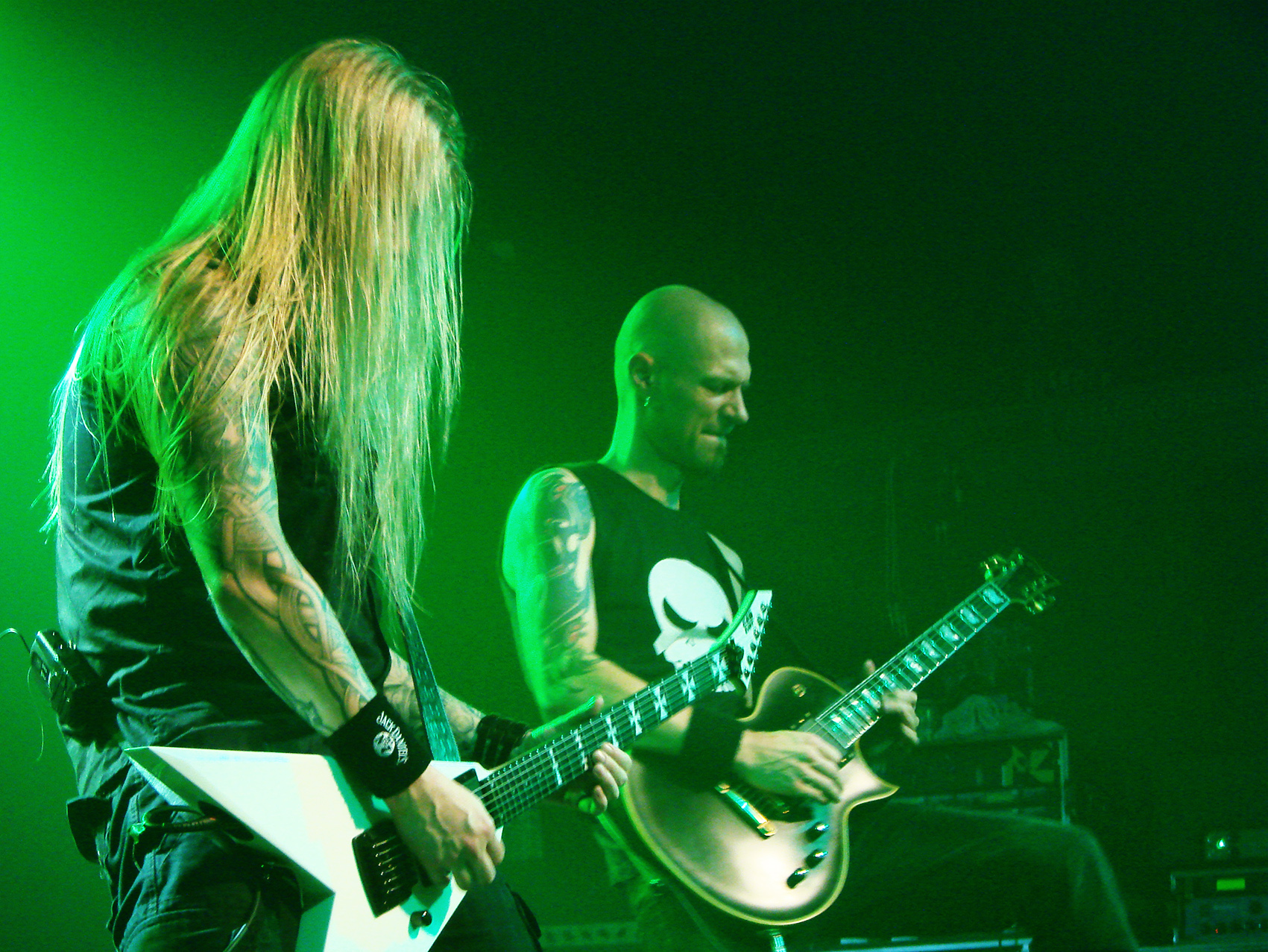
Daniel Antonsson e Ola Frenning a Parigi nel 2007

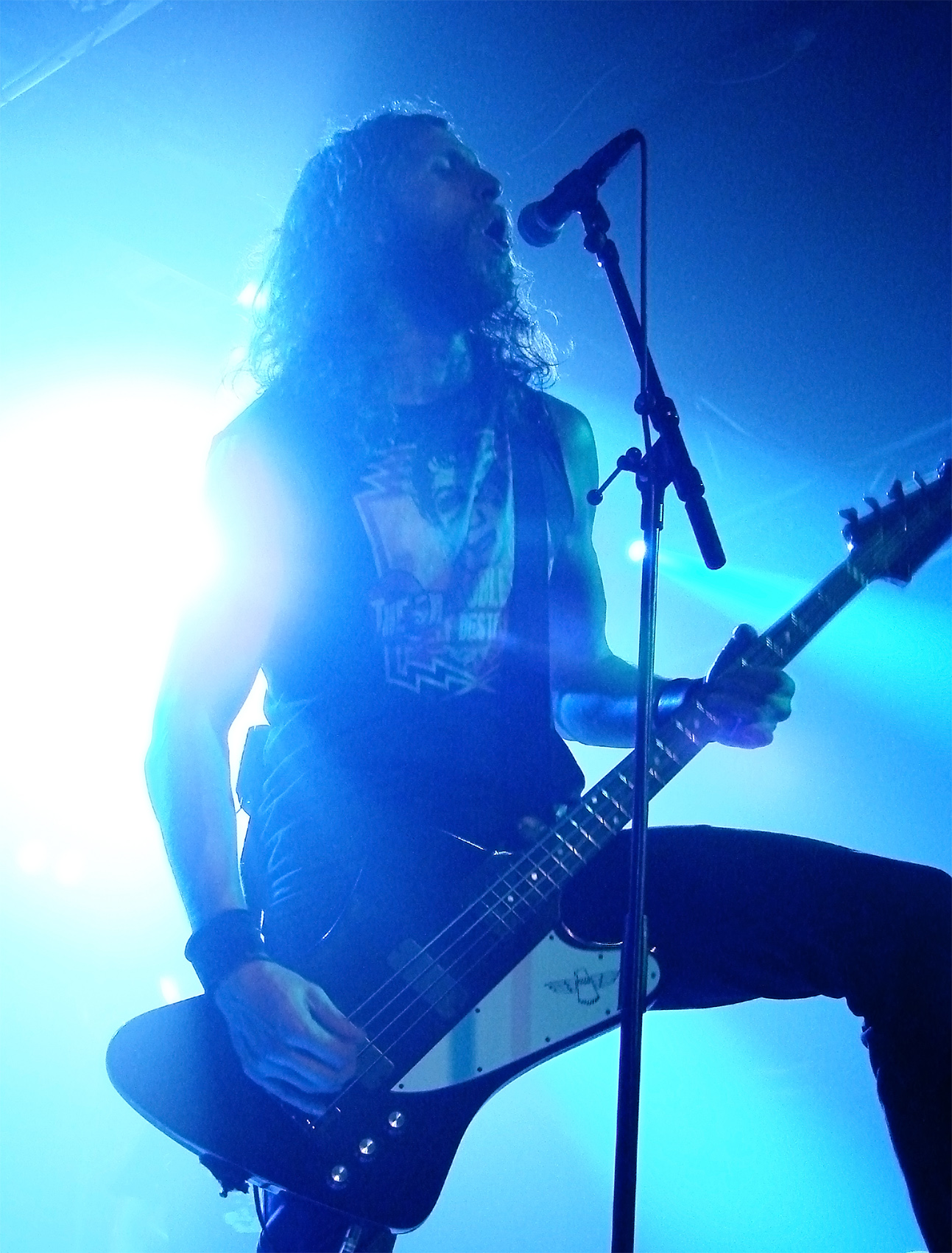
Ola Flink nel 2007

Nel dicembre del 2002, i Soilwork intrapresero la registrazione del loro quinto album. Dopo ciò, la band iniziò un tour in Europa con Children of Bodom e Shadows Fall tra aprile e maggio. Quello stesso mese, Figure Number Five venne pubblicato. Nei primi di giugno, il batterista Henry Ranta lasciò la band per motivi personali e fu rimpiazzato una settimana dopo da Richard Evensand.
La band successivamente fece un altro tour in Nord America con In Flames, Chimaira ed Unearth. In settembre, i Soilwork andarono in tour in Giappone con i Children of Bodom. Soltanto alcuni giorni dopo, i Soilwork partirono per un breve tour in Australia. Dopo quell'anno, andarono in tour nuovamente in Nord America con Chimaira, As I Lay Dying e Bleeding Through. Dopo il tour il batterista Richard Evensand lasciò la band per rimpiazzare Andols Herrick, il quale aveva recentemente lasciato i Chimaira. I Soilwork inizialmente annunciarono come loro temporaneo rimpiazzo il batterista Dirk Verbeuren degli Scarve, ma in seguito divenne un rimpiazzo definitivo.
All'inizio del 2004, il cantante Björn "Speed" Strid prestò la sua voce per le canzoni della band melodeath metal italiana Disarmonia Mundi. Durante aprile, la band annunciò di aver prolungato il suo contratto con la Nuclear Blast Records. In quello stesso mese la band andò in tour nuovamente in Australia insieme ad Anthrax, Embodiment e Killswitch Engage. A metà del 2004, i Soilwork fecero un tour in Giappone per la seconda volta, insieme ai Dark Tranquillity. In settembre, entrarono finalmente in studio per registrare il loro sesto album, Stabbing the Drama.

### Stabbing the Drama

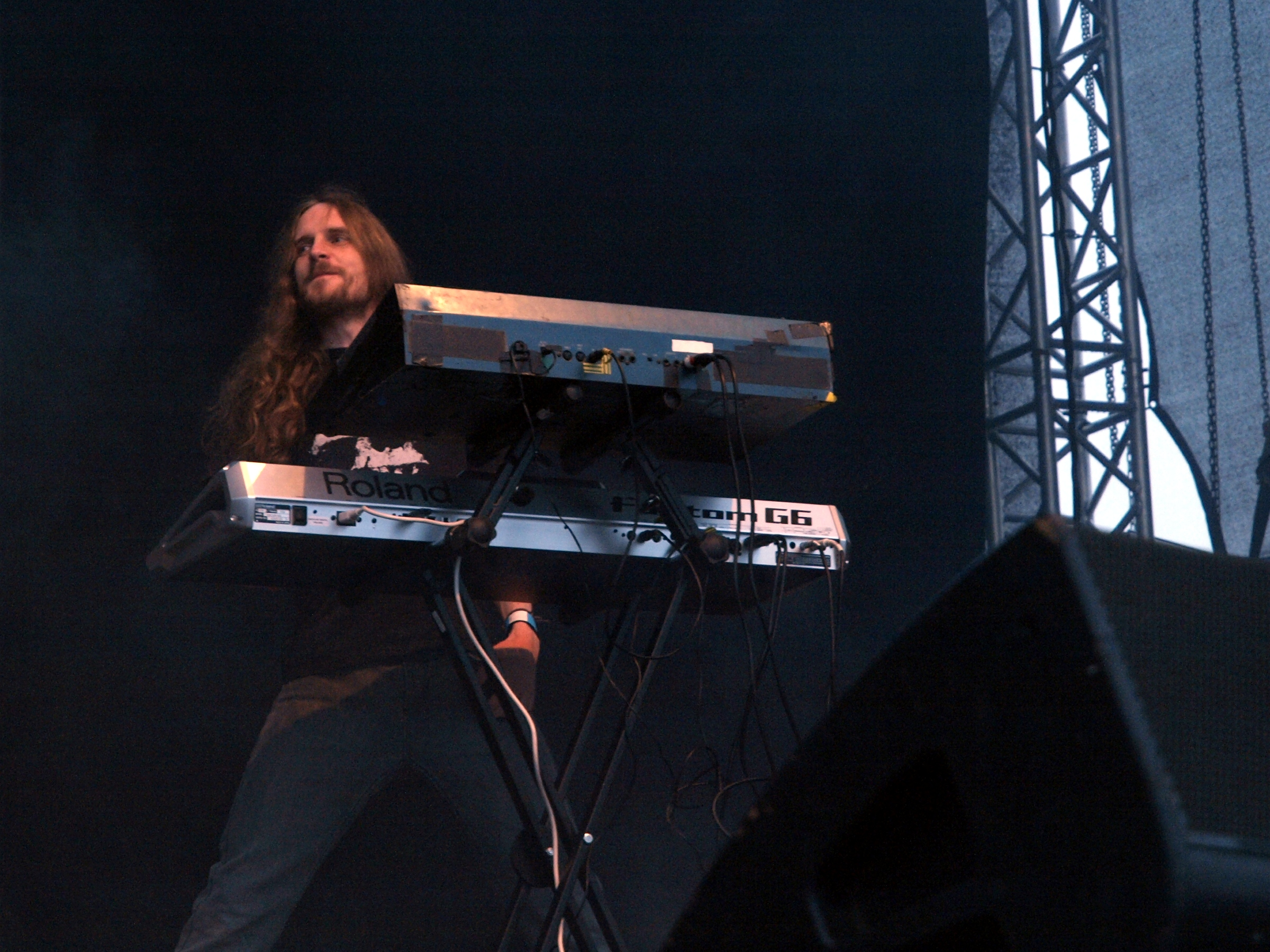
Sven Karlsson al Myötätuulirock 2011

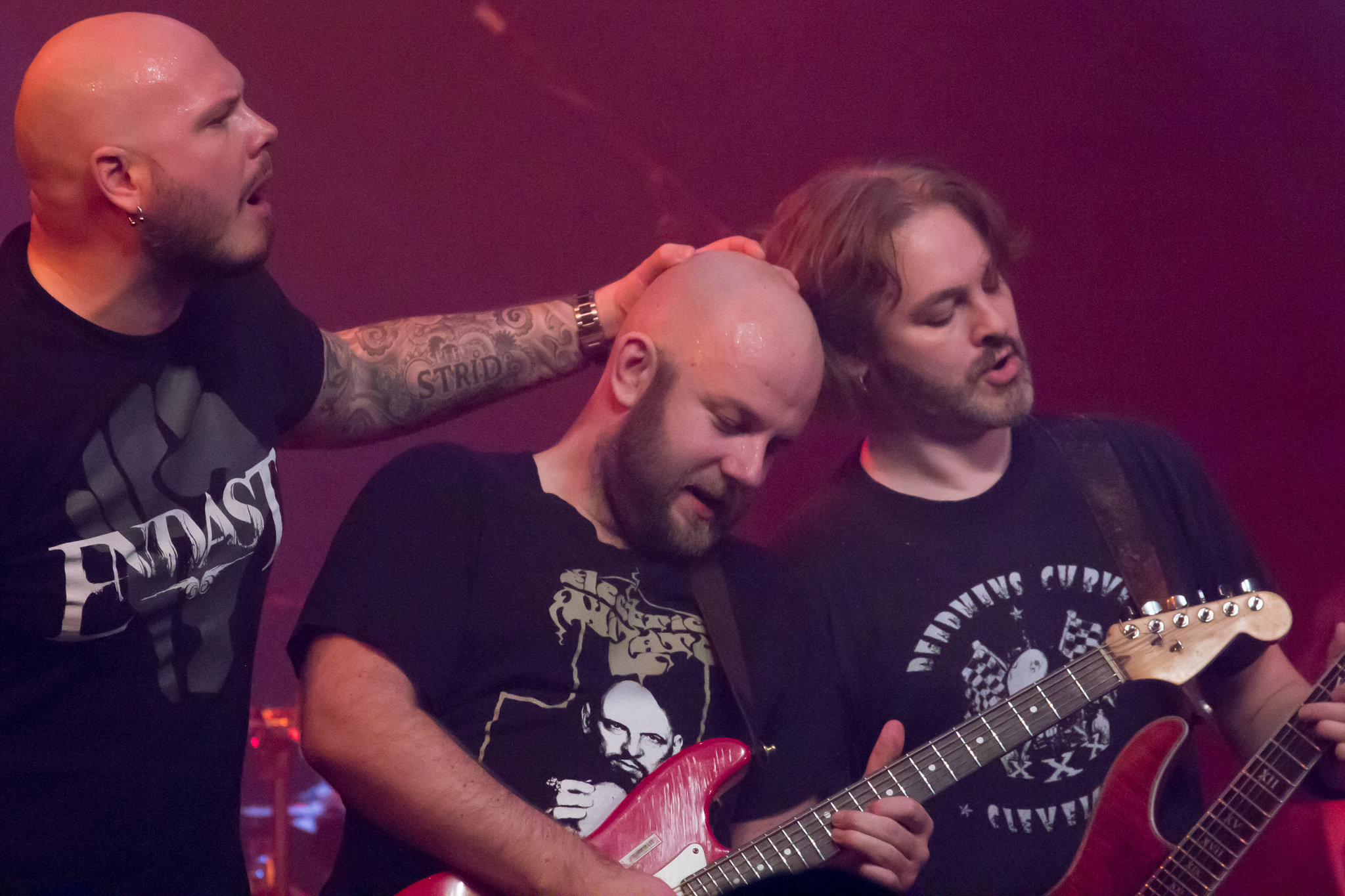
Bjorn Strid, David Andersson e Sylvain Coudret al Barge to Hell 2012

I Soilwork entrarono nei Dug Out Studios il 14 settembre per cominciare a registrare il loro sesto album. Una settimana dopo la band cambiò sede e registrò ai Fascination Street Studios. Stabbing the Drama fu pubblicato nei primi di marzo del 2005. L'album entrò nelle classifiche finlandesi al 19º posto, ed in Svezia al 14º posto.
La band iniziò anche ad ottenere un discreto successo commerciale negli Stati Uniti. Stabbing the Drama raggiunse rispettivamente il 12º ed il 21º posto su Billboard Heatseeker e nella classifica degli album indipendenti. La band ha partecipato nel 2005 all'Ozzfest, guadagnandosi uno slot accanto al gruppo melodic death metal In Flames.
Nel tardo 2005, il chitarrista Peter Wichers lasciò la band a causa delle fatiche del tour e per altre motivazioni personali. Di tutti i cambi di formazione che hanno riguardato i Soilwork, questo è stato quello accolto peggio dai fan, poiché il chitarrista era ritenuto un membro importante della band e con uno stile unico nel suonare la chitarra che molti credono non possa venire rimpiazzato. Quello stesso mese, “Speed” annunciò che avrebbe lavorato su un secondo album con i Disarmonia Mundi. Nel maggio 2006, Daniel Antonsson fu annunciato come rimpiazzo per Peter Wichers.
I Soilwork trascorsero l'estate esibendosi in diversi festival in varie parti d'Europa. In settembre andarono in tour in Inghilterra ed in Turchia. La band più tardi rinunciò al tour turco, per via di attacchi terroristi che erano recentemente accaduti nei confronti dei turisti in quel luogo. In ottobre la band andò in Nord America, questa volta con Darkest Hour, Mnemic e Threat Signal. Nel marzo 2007, i Soilwork cominciarono a lavorare sul loro settimo album.

### Sworn to a Great Divide

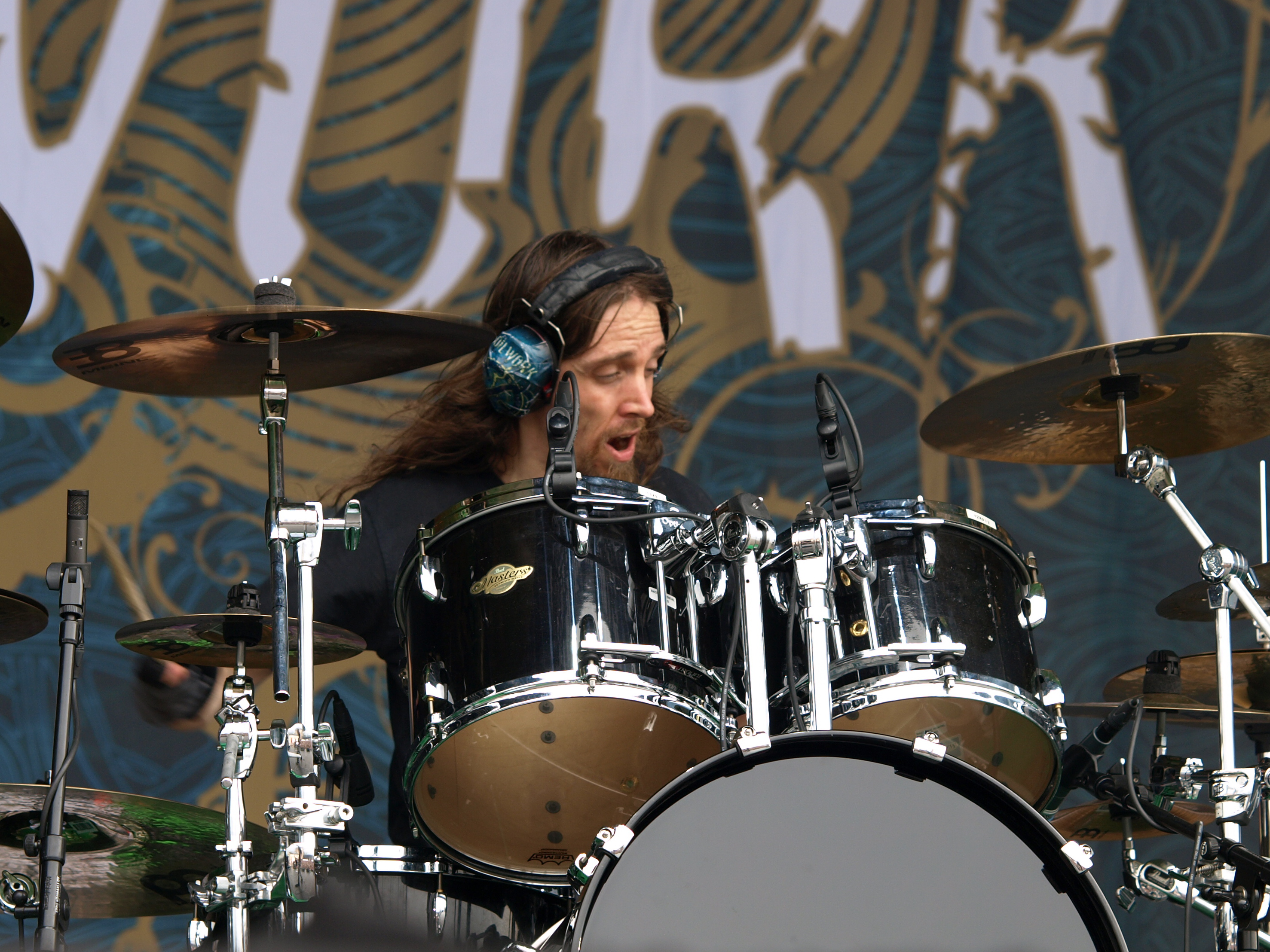
Dirk Verbeuren al Tuska Open Air 2013

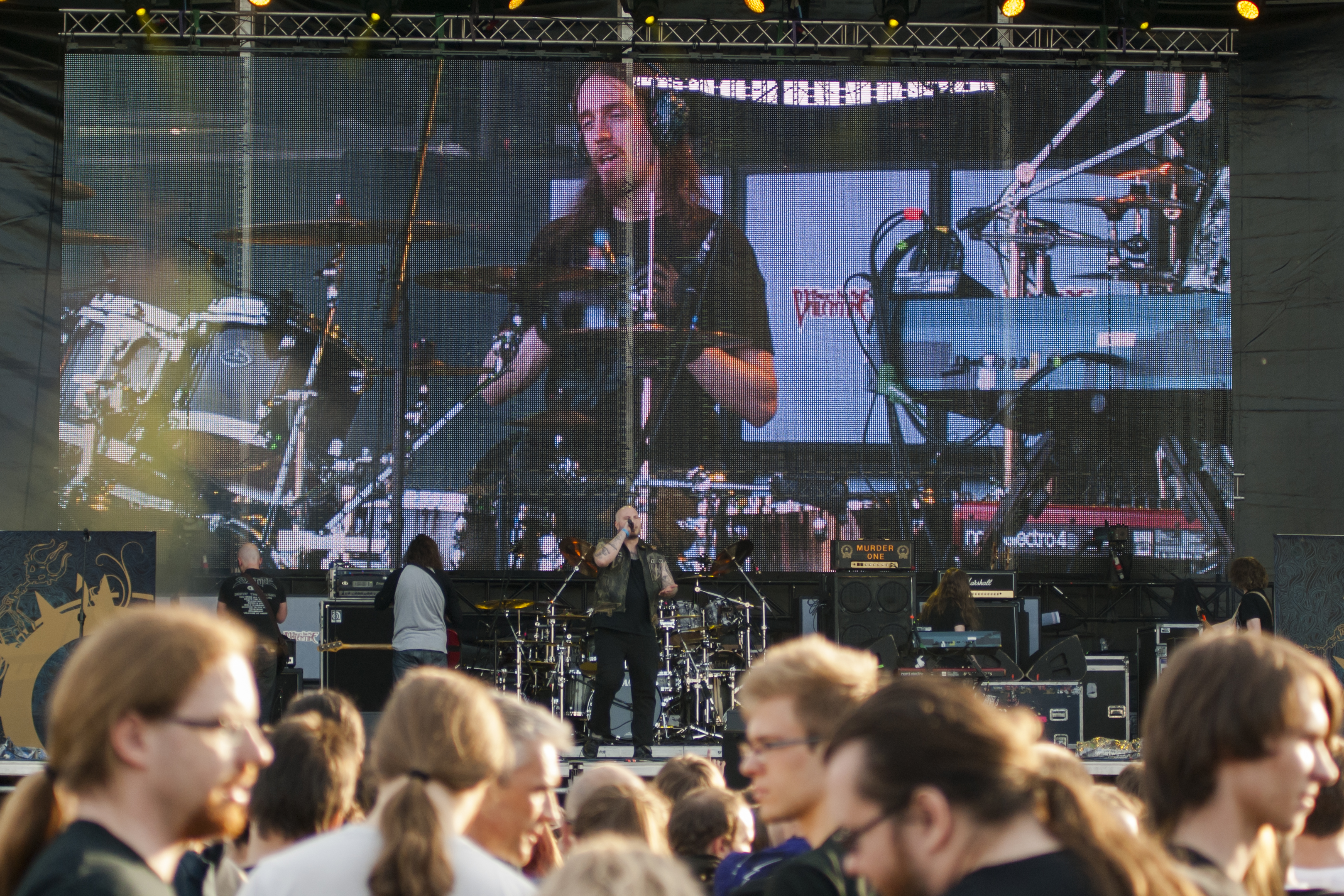
I Soilwork all'Ursynalia 2013

Nei primi di marzo, i Soilwork cominciarono a registrare le tracce del loro settimo album, Sworn to a Great Divide. L'album, registrato a Vancouver, Canada,  si avvalse della collaborazione di Devin Townsend, leader degli Strapping Young Lad. Dopo, a giugno, Ola Frenning annunciò che l'album era stato completato e che i Soilwork, insieme a Caliban, Sonic Syndicate, e Dark Tranquillity, si sarebbero esibiti in un tour chiamato 'Eastpak Antidote'. L'album fu pubblicato il 19 ottobre del 2007 sotto l'etichetta Nuclear Blast.
La band prese parte ad un tour in America con i Lamb of God, i Killswitch Engage ed i DevilDriver. Il tour cominciò il 28 novembre 2007 al Tsongas Arena a Lowell, nel Massachusetts, e terminò al Santa Ana Star Center a Rio Rancho, nel New Mexico, il 17 dicembre 2007. Il tour, chiamato "The Clash of the Titans Tour 2007", arrivò anche a Grand Prairie, in Texas, al Nokia Live Theatre l'8 dicembre 2007 per diffondersi in tutta la Dallas/Fort Worth Metroplex.
Il 12 febbraio del 2008, fu rilasciata una dichiarazione ufficiale sul sito ufficiale dei Soilwork, la quale diceva che Ola Frenning avrebbe lasciato la band e che il suo posto alla chitarra sarebbe stato preso da Sylvain Coudret. In un'altra dichiarazione del 18 settembre 2008, fu rivelato che il chitarrista Daniel Antonsson sarebbe stato rimpiazzato dal ritorno di Peter Wichers, chitarrista originale e fondatore della band, ed anche che Sylvain Coudret, proveniente dalla band Scarve, il quale aveva svolto il lavoro di secondo chitarrista nei festival durante l'estate del 2008, sarebbe diventato il secondo chitarrista definitivo della band.

### The Panic Broadcast
La band tornò in studio all'inizio del 2010 per scrivere e registrare il suo ottavo album. Secondo quanto dichiarato da Björn "Speed" Strid il 22 gennaio di quell'anno nel suo blog in MySpace, il nuovo lavoro si sarebbe intitolato The Panic Broadcast; inoltre sarebbero stati inclusi più assoli di chitarra elettrica, riff tecnicamente audaci, parti vocali sia cantate che in screaming, tastiere che suonano "progressive" ed una notevole prestazione da parte del batterista.  Il 30 giugno 2010 fu pubblicato The Sledgehammer Files: The Best of Soilwork 1998–2008, una greatest hits della band, a cui seguì la pubblicazione di The Panic Broadcast, pubblicato il 2 luglio in Europa, ed il 13 luglio in America del Nord.

### The Living Infinite
Durante il tour della band nel 2011, Strid cominciò a pensare al prossimo album come un disco doppio. Dopo la partenza del chitarrista Peter Wichers, cofondatore del gruppo (che tra l'altro aveva già abbandonato i Soilwork una volta, dal 2005 al 2008), voleva sfidare se stesso, e dimostrare che la band avrebbe potuto realizzare un grande album anche senza uno dei loro più importanti musicisti e compositori degli anni passati. Scrisse due canzoni verso la fine dell'anno, ed iniziò a scrivere insieme al resto della band nel marzo 2012. I Soilwork annunciarono che avrebbero iniziato le registrazioni il 23 agosto 2012.
Il nuovo album, intitolato The Living Infinite, si è rivelato infine un doppio album, come progettato all'inizio. È il primo album doppio della storia del melodic death metal. È stato pubblicato il 27 febbraio 2013 in Asia, il 1º marzo in Europa, il 4 marzo nel Regno Unito ed il 5 marzo in Nord America.

## Formazione

### Formazione attuale
- Björn "Speed" Strid – voce (1996 - presente)
- Simon Johansson – chitarra (2023 - presente)
- Sylvain Coudret – chitarra (2008 - presente)
- Sven Karlsson – tastiere (2001 - presente)
- Rasmus Ehrnborn – basso (2022 - presente)
- Bastian Thusgaard – batteria (2017 - presente)

### Ex componenti
- David Andersson – chitarra (2012 - 2022)
- Ola Flink – basso (1998 - 2015)
- Markus Wilbom – basso (2015 - 2016)
- Carl-Gustav Döös – basso (1996 - 1997)
- Dirk Verbeuren – batteria (2004 - 2016)
- Jimmy Persons – batteria (1996 - 1998)
- Henry Ranta – batteria (1998 - 2003)
- Peter Wichers – chitarra (1996 - 2005; 2008 - 2012)
- Ola Frenning – chitarra (1998 - 2008)
- Ludvig Svartz – chitarra (1996 - 1998)
- Mattias Nilsson – chitarra (1996 - 1997)
- Daniel Antonsson – chitarra (2006 - 2008)
- Carlos Del Olmo Holmberg – tastiere (1998 - 2001)

### Ex turnisti
- Andreas Holma – chitarra (2006)
- Richard Evensand – batteria (2003 - 2004)
- Dave Witte – batteria (2005)
- Peter Wildoer – batteria (2006)
- Andreas Holma – chitarra (2006)
- Morten Løwe Sørensen – batteria (2008)
- David Andersson – chitarra (2008, 2011)
- Christofer Malmström – chitarra (2011)
- Bastian Thusgaard – batteria (2016 - 2017)
- Ronny Gutierrez – chitarra (2016 - 2017)
- Taylor Nordberg – basso (2017 - 2018)
- Rasmus Ehrnborn – basso (2019 - 2022)

## Discografia

### Album in studio
- 1998 - Steelbath Suicide
- 2000 - The Chainheart Machine
- 2001 - A Predator's Portrait
- 2002 - Natural Born Chaos
- 2003 - Figure Number Five
- 2005 - Stabbing the Drama
- 2007 - Sworn to a Great Divide
- 2010 - The Panic Broadcast
- 2013 - The Living Infinite
- 2015 - The Ride Majestic
- 2019 - Verkligheten
- 2022 - Övergivenheten